# Kayseri
Kayseri (osmansko turško: قیصریه, turško: Kayseri grško: Καισάρεια/Kaisareia), antična Mazaka ali Mazarca, Eusebia, Caesarea Cappadociae, kasneje Kaisariyah, veliko industrijsko mesto v vzodni Anatoliji, Turčija, središče province Kayseri. Mestna občina Kayseri je sestavljena iz petih mestnih okrožij: Kocasinan, Melikgazi, Hacılar, İncesu in Talas. Leta 2000 je imelo mesto 690.000 prebivalcev, leta 2008 pa že 895.253.
Panoramo mesta krasijo stolpi gore Erciyaş daği južno od mesta. Prebivalci - Kayserili – so znani po svoji živahnosti in podjetnosti. Mesto je mešanica bogate preteklosti, sodobnosti in podeželske konzervativnosti in spada v sam vrh turških mest, ki jih imenujejo Anatolski tigri.
Mesto je znano po svojih kulinaričnih specialitetah mantı, pastirma in suçuk, zgodovinskih spomenikih, predvsem iz obdoblja Seldžukov, trekingih in alpinizmu na Erciyaş daği (3.916 m) in drugih okoliških gorah ter splavarjenju na reki Zamantı. V bližini je več zgodovinskih mest, med njimi Ağırnas (rojstna vas slavnega arhitekta Sinana), Talas (sedež bivšega ameriške univerze), Germir (rojstna vas slavnega režiserja Elia Kazana) in Develi. Mesto ima univerzo Erciyaş in mednarodno letališče Erkilet.

## Zgodovina
Kayseri je stalno naseljen od leta 3.000 pr. n. št.. V bližini mesta je Kültepe, ki je eno najstarejših naseljenih mest v Anatoliji. Zaradi svojega ugodnega geografskega položaja ob trgovskih poteh, najbolj znana je bila svilena pot, je bil vedno središče živahne trgovine. 
V času, ko je bilo mesto prestolnica kapadokijskih kraljev, se je imenovalo Mazaca in je bilo križišče trgovske poti med Sinopom ob Črnem morju in Eufratom ter perzijske kraljeve poti od Sardisa do Suse. V rimskih časih je skozi mesto vodila podobna pot od Efeza proti vzhodu.
Mazaco so nato v čast kapadokijskega kralja Ariatesa (163–130 pr. n. št.) preimenovali v Eusebijo. Mesto je nato zadnji kapadokijski kralj Arhelaus (ali morda Tiberij) ponovno preimenoval, tokrat v Cezarejo. 
Cezareja je stala na severnih obronkih gore Erciyaş, ki se je takrat imenovala Mons Argaeus. Mesto, kjer je stala Cezareja, se danes imenuje Staro mesto, od nje pa je ostalo samo nekaj sledov. Uničil jo je sasanidski kralj Perzije Shapur I. po zmagi nad cesarjem Valerijanom leta 260. Cezareja je imela v tistem času okrog 400.000 prebivalcev. V 4. stoletju je škof Bazilij dober kilometer proti severovzhodu zgradil versko središče, ki se je kasneje zlilo z mestom. Del Bazilijevega središča je bil obdan z močnim obzidjem, ki ga je dal zgraditi cesar Justinjan.
Cezareja je po prihodu Arabcev je postala Kaisariyah, po prihodu Alp Arslanovih Seldžukov leta 1064 pa Kayseri. Postale je eno najpomembnejših središč in druga prestolnica Seldžuškega sultanata Rum. V času od 13. do 16. stoletja je bil velik del mesta obnovljen, v 15. stoletju pa je postalo del novega Otomanskega cesarstva.
Mesto je doživelo tri zlata obdobja. Prvo okrog leta 2000 pr. n. št., ko je bilo trgovska postaja med Asirci in Hetiti, drugo v času Rimskega imperija (200-300) in tretjič v času Seldžukov, ko je bilo druga prestolnica mogočne države.